# Liste der Stolpersteine in Zwingenberg (Bergstraße)
In der Liste der Stolpersteine in Zwingenberg werden die vorhandenen Gedenksteine aufgeführt, die im Rahmen des Projektes Stolpersteine des Künstlers Gunter Demnig in Zwingenberg bisher verlegt worden sind.

## Verlegte Stolpersteine
| Adresse                         | Name                                 | Inschrift | Verlegedatum  | Bild | Anmerkung                                     |
| ------------------------------- | ------------------------------------ | --- | ------------- | ---- | --------------------------------------------- |
| Alsbacher Str. 24/26 (Standort) | Sally David                          | Hier wohnte Sally David Jg. 1880 Heimatort unfreiwillig verlassen 1938 Darmstadt gedemütigt/entrechtet Flucht in den Tod Darmstadt 1940                   | 3. Juli 2012  |      |                                               |
| Alsbacher Str. 24/26 (Standort) | Clara David                          | Hier wohnte Clara David geb. Rothschild Jg. 1884 Heimatort unfreiwillig verlassen 1938 Darmstadt deportiert 1942 ermordet in Piaski                       | 3. Juli 2012  |      | * 8. April 1884 in Schlüchtern                |
| Marktplatz 12 (Standort)        | Saly Wolf                            | Hier wohnte Saly Wolf Jg. 1886 Heimatort unfreiwillig verlassen 1938 Darmstadt deportiert 1942 Piaski ???                                                 | 3. Juli 2012  |      | * 16. Juni 1886 in Ober-Klingen               |
| Marktplatz 12 (Standort)        | Arnold Wolf                          | Hier wohnte Arnold Wolf Jg. 1920 Heimatort verlassen Roermond Fluchtversuch Schweiz interniert Drancy deportiert 1943 ermordet in Auschwitz               | 3. Juli 2012  |      | * 20. Dezember 1920 in Roermond (Niederlande) |
| Marktplatz 12 (Standort)        | Amanda Wolf                          | Hier wohnte Amanda Wolf geb. Fränkel Jg. 1896 Heimatort unfreiwillig verlassen 1938 Darmstadt deportiert 1942 ermordet in Piaski                          | 3. Juli 2012  |      | * 20. August 1896 in Biblis                   |
| Obergasse 3 (Standort)          | Moritz Schack                        | Hier wohnte Moritz Schack Jg. 1883 Heimatort unfreiwillig verlassen 1939 Frankfurt deportiert 1942 Theresienstadt ermordet in Auschwitz                   | 3. Juli 2012  |      |                                               |
| Obergasse 3 (Standort)          | Martha Schack                        | Hier wohnte Martha Schack geb. Rothensies Jg. 1885 Heimatort unfreiwillig verlassen 1939 Frankfurt gedemütigt/entrechtet Flucht in den Tod Frankfurt 1941 | 3. Juli 2012  |      |                                               |
| Obergasse 3 (Standort)          | Hans Gärtner                         | Hier wohnte Hans Gärtner Bibelforscher Jg. 1906 verhaftet 1937 ‚Hitler-Gruss‘ verweigert Dachau tot 1940                                                  | 3. Juli 2012  |      |                                               |
| Obergasse 5 (Standort)          | Jakob Wolf                           | Hier wohnte Jakob Wolf Jg. 1889 Heimatort unfreiwillig verlassen 1939 Frankfurt deportiert 1942 ermordet in Raasiku                                       | 3. Juli 2012  |      | * 1. April 1889 in Dörrmoschel                |
| Obergasse 5 (Standort)          | Clara Wolf                           | Hier wohnte Clara Wolf geb. Rothensies Jg. 1888 Heimatort unfreiwillig verlassen 1939 Frankfurt deportiert 1942 ermordet in Raasiku                       | 3. Juli 2012  |      | * 22. Juni 1888 in Zwingenberg                |
| Pfarrhausgasse 1 (Standort)     | Clothilde Wachenheimer               | Hier wohnte Clothilde Wachenheimer geb. Bacharach Jg. 1869 Flucht 1938 Frankreich tot 1942 Eaux-Bonnes                                                    | 3. Juli 2012  |      |                                               |
| Wiesenstraße 5 (Standort)       | Stolperschwelle Synagoge Zwingenberg | Hier 1903 erbaut die Synagoge der jüdischen Gemeinde Zwingenberg 10. November 1938 geschändet – 1938/39 verkauft                                          | 14. Nov. 2022 |      |                                               |